# Harald Gordon
Harald Gordon (* 1952 in Leoben) ist ein österreichischer Schriftsteller. Er arbeitete als AHS-Lehrer in Knittelfeld (Steiermark) und veröffentlicht seit 1990 Lyrik und Romane. Im Mittelpunkt seiner Werke stehen vor allem die Probleme der Jugend in der heutigen Zeit. Er ist mit Gilda Gordon verheiratet und lebt im obersteirischen Großlobming.

## Werke
- von mir zu mir und zurück, Lyrik. Graz: Leykam, 1990. ISBN 978-3-7011-7225-2.
- Nach dem Genuß – schluckweise gelesen, Lyrik. Klagenfurt: Alekto-Verl., 1992. ISBN 978-3-900743-72-7.
- A. Mork bereitet eine Reise vor, Roman. Graz: Leykam, 1994. ISBN 978-3-7011-7293-1.
- UL und der Urur-Selbstauslöser, Szenenfolge, 1996 aufgeführt in Knittelfeld
- Gloninger, Roman. Wien: Aarachne-Verl., 1997, ISBN 978-3-85255-029-9.
- Schussfeld, Jugendroman. Innsbruck: Kyrene, 2009, ISBN 978-3-900009-51-9.
- Lebenslänglich, Moment-Aufnahmen.  Mit Zeichnungen von Tone Fink. Weitra: Verl. Bibliothek der Provinz, 2011. ISBN 978-3-902416-93-3.
- Die Memoiren des Fredi P., wahre Geschichten. Innsbruck, Wien: Kyrene, 2012. ISBN 978-3-900009-97-7.
- Doppelsolo. Großlobming: Ed. Werkberg, 2015. ISBN 978-3-9503915-0-3.
- Märchenland und Märchenländer, ein interkulturelles Märchenbuch. Mit Illustrationen von Dorothee Schwab. Großlobming: KultMur-Verl., 2015. ISBN 978-3-9503915-3-4.
- Zuckerbäcker Zuckerschlecker, das Märchen vom Wünschen. Großlobming: KultMur-Verl., 2015. ISBN 978-3-9503915-6-5.
- Farbenwald. Mit Illustrationen von Dorothee Schwab. Weitra: Verl. Bibliothek der Provinz, 2017. ISBN 978-3-99028-582-4.

Dazu kommen zahlreiche Kurztexte in Literaturzeitschriften und Anthologien.

## Preise
- Förderungsstipendium des Landes Steiermark, 1992
- Kinder- und Jugendliteraturpreis des Landes Steiermark, 2000 (für den Roman Schussfeld)